# If I Fell
If I Fell (englisch sinngemäß für Wenn ich mich verliebte) ist ein Lied der britischen Band The Beatles, das 1964 auf ihrem dritten Album A Hard Day’s Night veröffentlicht wurde. Komponiert wurde es von John Lennon und Paul McCartney und unter der Autorenangabe Lennon/McCartney veröffentlicht.

## Hintergrund
If I Fell basiert hauptsächlich auf den musikalischen Ideen von John Lennon. Für Lennon war es sein erster Versuch eine Ballade zu schreiben, laut seiner Aussage hat diese halb-autobiografischen Charakter. Im Film A Hard Day’s Night wird das Lied in einem Fernsehstudio während einer Probe gesungen, wobei John Lennon den im Film schlecht gelaunten Ringo Starr ansingt. If I Fell wurde in das Live-Repertoire der Gruppe im Jahr 1964 aufgenommen.

## Aufnahme
If I Fell  wurde am 27. Februar 1964 in den Londoner Abbey Road Studios (Studio 2) mit dem Produzenten George Martin aufgenommen. Norman Smith war der Toningenieur der Aufnahmen. Die Band nahm insgesamt 15 Takes auf, wobei der 15. Take für die finale Version verwendet wurde.
Die Abmischungen des Liedes erfolgten am 3. März 1964 in Mono und am 22. Juni 1964 in Stereo. Die Abmischungen haben teilweise einen anderen Gesang von John Lennon und Paul McCartney.
Besetzung
- John Lennon: Akustikgitarre, Gesang
- Paul McCartney: Bass, Gesang
- George Harrison: Leadgitarre
- Ringo Starr: Schlagzeug

## Veröffentlichungen
- In den USA wurde If I Fell auf dem dortigen vierten Album A Hard Day’s Night am 26. Juni 1964 sowie am 20. Juli 1964 auf dem Album Something New veröffentlicht.
- Am 9. Juli 1964 erschien in Deutschland das vierte Beatles-Album A Hard Day’s Night, hier hatte es den Titel: Yeah! Yeah! Yeah! A Hard Day’s Night, auf dem If I Fell enthalten ist. In Großbritannien wurde das Album am 10. Juli 1964 veröffentlicht, dort war es das dritte Beatles-Album.
- Am 20. Juli 1964 wurde in den USA die Single And I Love Her / If I Fell veröffentlicht, wobei die B-Seite sich separat auf Platz 53 der US-amerikanischen Charts platzieren konnte.
- Am 3. September 1964 erschien in Deutschland die Single Tell Me Why / If I Fell, die B-Seite erreichte Platz 25 in den deutschen Charts.
- Ebenfalls im September 1964 wurde in Großbritannien die Single If I Fell / Tell Me Why (Katalognummer: Parlophone DP 562) für den Export gepresst.[1]
- In Deutschland erschien im September 1964 die EP The Beatles’ Songs, auf der sich If I Fell befindet.
- In Großbritannien erschien am 4. November 1964 die EP Extracts from the Film A Hard Day’s Night, auf der sich ebenfalls If I Fell befindet.
- Für BBC Radio nahmen die Beatles unter Livebedingungen zwei weitere Fassungen von If I Fell auf, von denen die Aufnahme vom 14. Juli 1964, im Studio S2, Broadcasting House, London, auf dem Album On Air – Live at the BBC Volume 2 am 8. November 2013 erschien.[2]

## Coverversionen
Folgend eine kleine Auswahl:
- Lou Christie – Lightnin' Strikes [3]
- Maroon 5 – 1.22.03.Acoustic [4]
- Roberta Flack – Let It Be Roberta: Roberta Flack Sings The Beatles [5]